# 迟群
迟群（1932年—1999年），男，前中华人民共和国国务院科教组副组长，文革后期清华大学实际掌控者，“梁效”写作小组主要负责人之一。1976年10月被免除职务，1983年被判有罪入狱。

## 生平
迟群1932年生于山东省乳山市海阳所镇。
1949年参加中国人民解放军，后加入中国共产党，担任8341部队政治部宣传科副科长。
文化大革命中，1968年因北京大学和清华大学的文斗武斗失控，毛泽东决定派遣北京工人组成的“工人毛泽东思想宣传队，简称“工宣队”，和以中央警卫团即八三四一部队的军人为主体的“军宣队”介入。迟群和谢静宜一起进入校园控制局面。迟群担任清华大学党委副书记、革委会副主任（主任是8341部队的张荣温）。
1970年7月国务院科教组成立，接管原教育部和国家科委的工作，迟群成为科教组的主要领导成员。
1971年下半年，迟群被提升为清华大学党委书记兼革命委员会主任，同时又是国务院科教组副组长，后带领“梁效”写作小组。
1973年4月，迟群曾找陈景润，要求他“揭发”华罗庚“盗窃”陈景润成果。
1975年，因未当选中央委员，与同为清华大学领导、当选中央委员的谢静宜反目，多次与谢静宜吵骂，矛盾公开化，在教职员工中影响恶劣。8月，惠宪钧、柳一安、吕方正、刘冰等四人写信给毛泽东反映迟群和谢静宜的问题，成为反击右倾翻案风的导火线。
1976年10月与四人帮一同被捕，被免去职务并开除党籍，1983年被北京市中级人民法院判有期徒刑18年，剥夺政治权利4年。出狱后因癌症在1999年去世。

## 评价
惠宪钧（原清华大学党委副书记）：“迟群这小子有能力，有点才能，在8341担任过宣传科副科长。迟群是毛主席派到清华的，在那种环境下，他太狂，太骄傲，把握不住自己。他写字模仿主席的字体，还模仿得很像。他大会讲话，好多时候不用稿子。这个人还是有点才。”